# Двойка (деревня)
Двойка — деревня в Спировском районе Тверской области.

## География
Находится в центральной части Тверской области на расстоянии приблизительно 25 км на северо-восток по прямой от районного центра поселка Спирово.

## История
Деревня была отмечена ещё на карте Менде (состояние местности на 1848 год). В 1859 году здесь (деревня Вышневолоцкого уезда) было учтено 7 дворов. До 2021 года входила в состав Козловского сельского поселения Спировского района до его упразднения.

## Население
Численность населения: 76 человек (1859 год), 18 (карелы 72 %, русские 28 %) в 2002 году, 12 в 2010.